# Jo Anne Worley
Pour les articles homonymes, voir Worley.
Jo Anne Worley est une actrice américaine née le 6 septembre 1936 à Lowell, dans l'Indiana (États-Unis).

## Filmographie
- 1962 : Moon Pilot
- 1970 : Hot Dog (série TV) : Regular
- 1971 : The Feminist and the Fuzz (TV) : Dr. Debby Inglefinger
- 1971 : What's a Nice Girl Like You...? (TV) : Cynthia
- 1976 : The Shaggy D.A. : Katrinka Muggelberg, Tim's Ice-Cream Conrad
- 1977 : The Mouseketeers at Walt Disney World (TV) : Miss Osborne
- 1978 : The Gift of the Magi (TV)
- 1979 : Nutcracker Fantasy de Takeo Nakamura : Queen Morphia
- 1980 : Don't Miss the Boat (TV) : Charlie Chan's widow
- 1981 : Through the Magic Pyramid (TV) : Mutnedjmet
- 1985 : The Wuzzles (série TV) : Hopopotamus
- 1991 : La Belle et la bête (Beauty and the Beast) : Wardrobe (voix)
- 1992 : The Elf Who Saved Christmas (TV) : Mrs. Buzzard
- 1993 : The Elf and the Magic Key (TV) : Mrs. Buzzard
- 1995 : Family Reunion: A Relative Nightmare (TV) : Aunt Kate
- 1995 : Dingo et Max (A Goofy Movie) : Principle Miss Maples (voix)
- 1998 : Belle's Magical World (vidéo) : Wardrobe (voix)
- 2003 : Kim Possible: The Secret Files (vidéo) : Mrs. Rockwaller (voix)
- 2008 : Les Sorciers de Waverly Place (TV) : Maggie
- 2011 (à la télévision) : Jessie (saison 1 episode 6): Mme Arthur/Nana Banana